# Juan Béjar Ochoa
Juan Béjar Ochoa (Madrid, 1957) es un empresario español, actual Presidente del Consejo de Administración de Globalvia Infraestructuras Globalvía desde julio de 2009, Presidente en Bruc Management Projects, S.L. y Asesor Senior en Greehill & Co.

## Biografía
Licenciado en Derecho y Empresariales por la Universidad Pontificia de Comillas (ICADE E-3), comenzó su carrera profesional en Hisalba (Holderbank Group). Tras dos años en la Empresa Nacional de Autopistass, S.A, (ENASA), donde trabajó como jefe del departamento de planificación y control de gestión, puso en marcha UMAR, compañía diseñada para gestionar el negocio internacional del Grupo Holderbank (actualmente Holcim).
Entre 1991 y 2007 trabajó en el grupo Ferrovial, donde fue consejero delegado del área de Infraestructuras, y de Cintra. Desde esta posición lideró la creación y salida a Bolsa de Cintra, la constitución de Ferrovial Aeropuertos y la adquisición de British Airport Authority (BAA).
En junio de 2007 se instaló en Londres y desde allí lanzó Citigroup Infrastructure Management Company. Entre 2009 y 2015 estuvo vinculado al grupo FCC siendo Presidente Ejecutivo de Cementos Portland Valderribas (2012-2013)  y Vicepresidente y Consejero Delegado del grupo (2013-2015).